# Канага (острів)
Канага (англ. Kanaga Island,) — один з Андреянівських островів, які є частиною Алеутських островів (Аляска, США). Острів не має постійного населення. Розміри острову до 50 км у довжину та від 6,5 до 13 км у ширину. На острові знаходиться однойменний вулкан Канага висотою 1307 м, який останній час вивергався у 1995 році.